# Saint-Maurice-sur-Huisne
Saint-Maurice-sur-Huisne ist eine ehemalige französische Gemeinde mit zuletzt nur noch 71 Einwohnern (Stand: 2013) im Département Orne. Heute ist Saint-Maurice-sur-Huisne ein Teil der Großgemeinde (Commune nouvelle) Cour-Maugis sur Huisne, erhielt jedoch im Zuge der Eingemeindung nicht den Status einer Commune déléguée.

## Lage
Der Ort Saint-Maurice-sur-Huisne liegt am Flüsschen Huisne im Regionalen Naturpark Perche ungefähr 57 km (Fahrtstrecke) östlich von Alençon und knapp 18 km südöstlich von Mortagne-au-Perche in einer Höhe von ca. 130 m. Das Klima ist in hohem Maße vom Meer beeinflusst und deshalb nahezu frostfrei; Regen (ca. 680 mm/Jahr) fällt verteilt übers ganze Jahr.

## Bevölkerungsentwicklung
| Jahr      | 1800 | 1851 | 1901 | 1954 | 1999 |
| Einwohner | 357  | 403  | 255  | 146  | 71   |

Der kontinuierliche Bevölkerungsrückgang seit der Mitte des 19. Jahrhunderts ist im Wesentlichen auf die Schließung von bäuerlichen Kleinbetrieben sowie auf die Mechanisierung der Landwirtschaft und den damit einhergehenden Verlust von Arbeitsplätzen zurückzuführen.

## Wirtschaft
Der Ort war seit jeher landwirtschaftlich orientiert, wobei die Selbstversorgung der Bewohner lange Zeit im Vordergrund stand. Die großen Waldbestände erlaubten die Herstellung von Holzkohle und die Ansiedlung mehrerer Schmieden. Seit den 1960er Jahren spielt der Tourismus in Form der Vermietung von Ferienhäusern (gîtes) eine wesentliche Rolle für die Einnahmen des Ortes.

## Geschichte

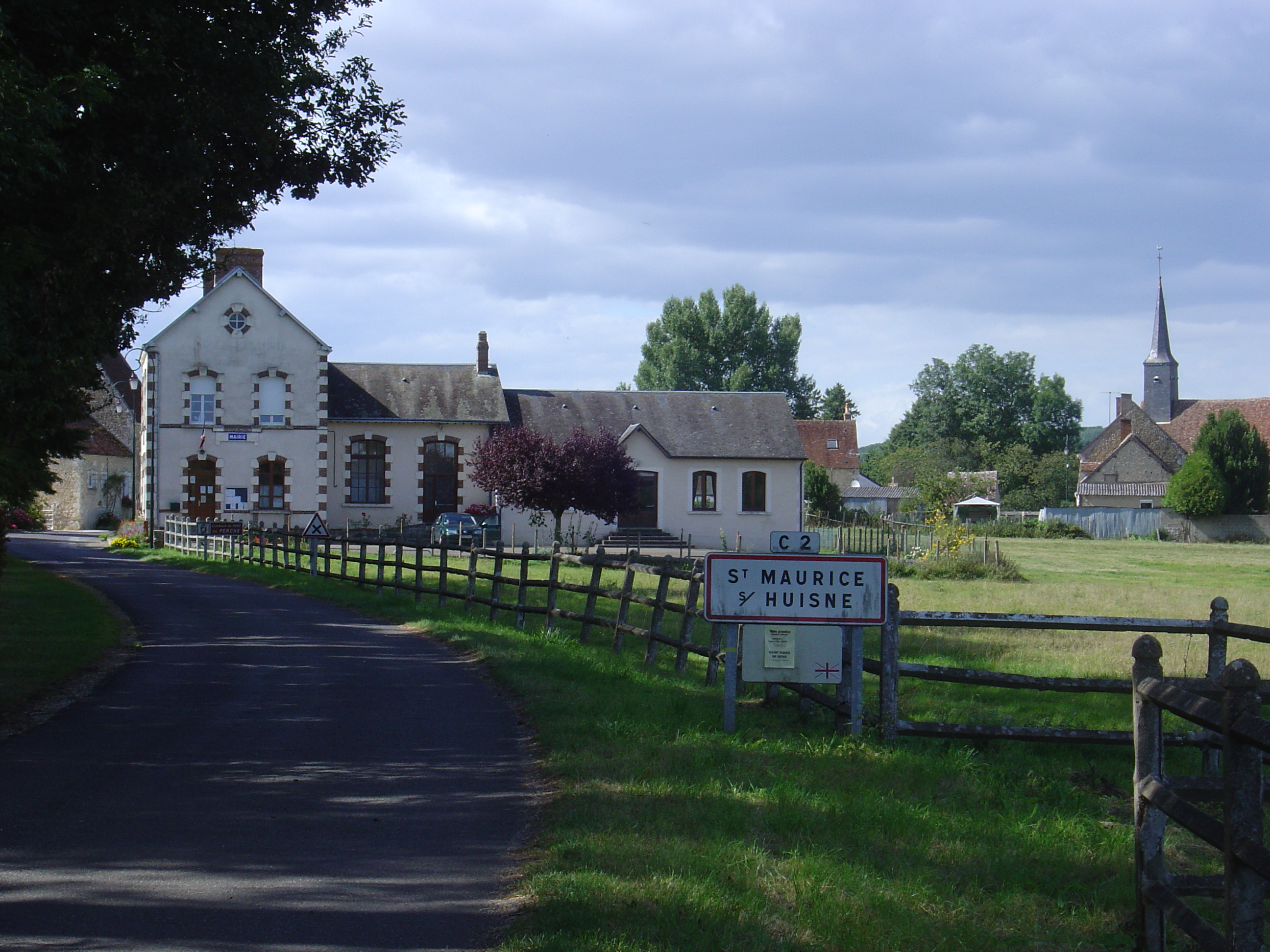
Saint-Maurice-sur-Huisne – Ortsansicht

Die Geschichte des Ortes ist eng verknüpft mit der des Nachbarortes Boissy-Maugis.

## Sehenswürdigkeiten
- Die romanische Apsis der dem hl. Mauritius geweihten Pfarrkirche (Église Saint-Maurice) stammt noch aus dem 12./13. Jahrhundert; das Langhaus wurde – nach eventuellen Zerstörungen im Hundertjährigen Krieg (1337–1453) – im 16. Jahrhundert erneuert und erhielt eine gewölbte Holzdecke. Von der Ausstattung sind vor allem das barocke Altarretabel, hinter welchem sich die Sakristei befindet, sowie einige Bilder und Statuen hervorzuheben.[3]

Umgebung
- Das ca. 1,5 km südöstlich des Ortes stehende Landgut Manoir des Perrignes (48° 26′ 5″ N, 0° 42′ 19″ O) wurde im 15. Jahrhundert erbaut, aber im 16. und 17. Jahrhundert modernisiert. Es befindet sich in Privatbesitz, ist aber seit dem Jahr 1998 als Monument historique anerkannt.[4] Die Gärten können besichtigt werden.